# Programa espacial de Filipinas

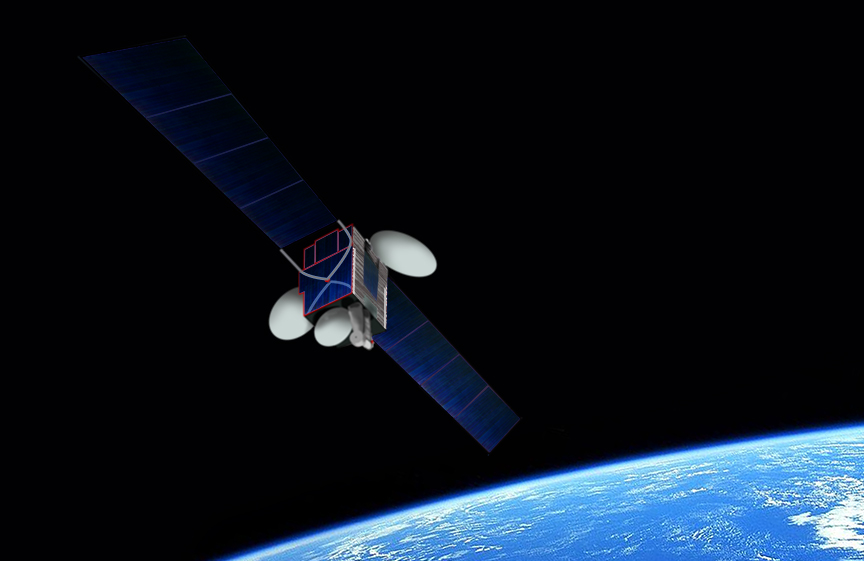
Agila-2, el primer satélite filipino puesto en órbita (ahora denominado ABS-3).

El programa espacial de Filipinas es un programa descentralizado y mantenido por varias agencias del Departamento de Ciencia y Tecnología (DOST). No hay una agencia espacial dedicada a supervisar el programa espacial del país y el mismo se encuentra financiado a través del Programa Nacional de Desarrollo SPACE por el DOST. Las primeras iniciativas filipinas en tecnología espacial han sido lideradas por empresas privadas, aunque en los últimos años el gobierno ha desempeñado un papel más activo.
Filipinas ha estado involucrada en tecnología espacial desde la década de 1960, cuando el gobierno construyó una estación receptora de satélites terrestres por parte de la administración del entonces presidente Ferdinand Marcos. La Corporación Filipina de Desarrollo Aeroespacial (PADC) fue creada el 5 de septiembre por medio del decreto presidencial  n.º 286, promulgado por el presidente Ferdinand Marcos. El decreto que fijó el ámbito de trabajo de la corporación fue revisado mediante el decreto presidencial n.º 696 firmado por Marcos el 9 de mayo de 1975. También fue durante la última parte de este período que una empresa privada filipina adquirió el primer satélite del país, Agila-1, que se lanzó como un satélite indonesio. En la década de 1990, Mabuhay lanzó Agila 2 al espacio desde China.
En la década de 2010, el gobierno de Filipinas se asoció con las Universidades Tohoku y Hokkaido de Japón para lanzar el primer satélite diseñado por los filipinos, Diwata-1. Diwata-1 es un microsatélite. El gobierno pudo desarrollar y enviar dos satélites más a pequeña escala, Diwata-2 y Maya-1. En la legislatura se ha propuesto crear una agencia espacial centralizada para abordar el tema de financiamiento y gestión que enfrenta el programa espacial del país.